# Patronato
Patronato é um pequeno bairro situado no município de São Gonçalo, no estado do Rio de Janeiro, no Brasil.. No Patronato, se localiza a Universidade do Estado do Rio de Janeiro - UERJ FFP.
Trata-se de um bairro quase que exclusivamente residencial. Possui pequenos morros que, infelizmente, estão sofrendo com um rápido processo de favelização, cujos posseiros vêm das regiões mais pobres do país. Nessas pequenas favelas, os moradores reclamam de grandes e perigosas pedras existentes muito antes de terem ocupado irregularmente o referido local. Assim, a ocupação irregular é o verdadeiro problema a ser resolvido.

## História
Este bairro tem origem na Fazenda Jacaré, pertencente, na época do Brasil monárquico, ao Belarmino Ricardo de Siqueira (o Barão de São Gonçalo). É importante mencionar que, em 30 de abril de 1847, o Imperador D. Pedro II visitou pela primeira vez São Gonçalo, e almoçou na Fazenda Jacaré, onde funcionou mais tarde o Patronato de Menores (já desativado). Antes de ser chamado de Patronato, a localidade era denominada como Jacaré, em razão da mencionada fazenda. Depois foi denominada como Vila Éden, em 1948. Quando elevada a categoria de bairro, passou a se chamar Patronato. Cumpre informar que a sede da antiga fazenda (e do Patronato de Menores) ainda pode ser vista no local, estando em péssimo estado de conservação (ruínas). A capela existente na Fazenda Jacaré foi ampliada e é a atual Igreja de Nossa Senhora Aparecida.